# Zwei Profis
Zwei Profis ist eine deutsche Fernsehserie aus den Jahren 2002 bis 2003.
Die Serie vereint Elemente einer Krimiserie mit der einer Familienserie. Regie führten Heidi Kranz und Christoph Klünker. 
Die Staffel hat 10 Folgen von je 43 Minuten.

## Handlung
Durch ein internationales Polizistenaustauschprogramm erhält Hauptkommissar Bernd Krallert von der Kölner Kriminalpolizei in Person des japanischen Kommissars Ushiro Sato einen neuen Partner. Im Zuge erster gemeinsamer Ermittlungsarbeit bietet Krallert Sato, der vollkommen fremd in Deutschland ist, an, bei ihm und seiner Familie zu wohnen.
Während Krallerts Familie ihre Skepsis überwindet und Krallert selbst sich mit der Idee eines deutsch-japanischen Ermittlerteams in seinem Revier anfreundet, wird Sato Teil der Familie und setzt sich mit der für ihn fremden Kultur auseinander.

## Episodenliste
- Zwei Profis und ein Lächeln
- Zwei Profis und die Babyfalle
- Zwei Profis und das tote Mädchen
- Zwei Profis und der Luxusfisch
- Zwei Profis und der tote Richter
- Zwei Profis und der Bodyguard
- Zwei Profis und die späte Rache
- Zwei Profis und der Mord ohne Leiche
- Zwei Profis und die falsche Spur
- Zwei Profis und das schweigsame Dorf